# Medicina în Egiptul Antic

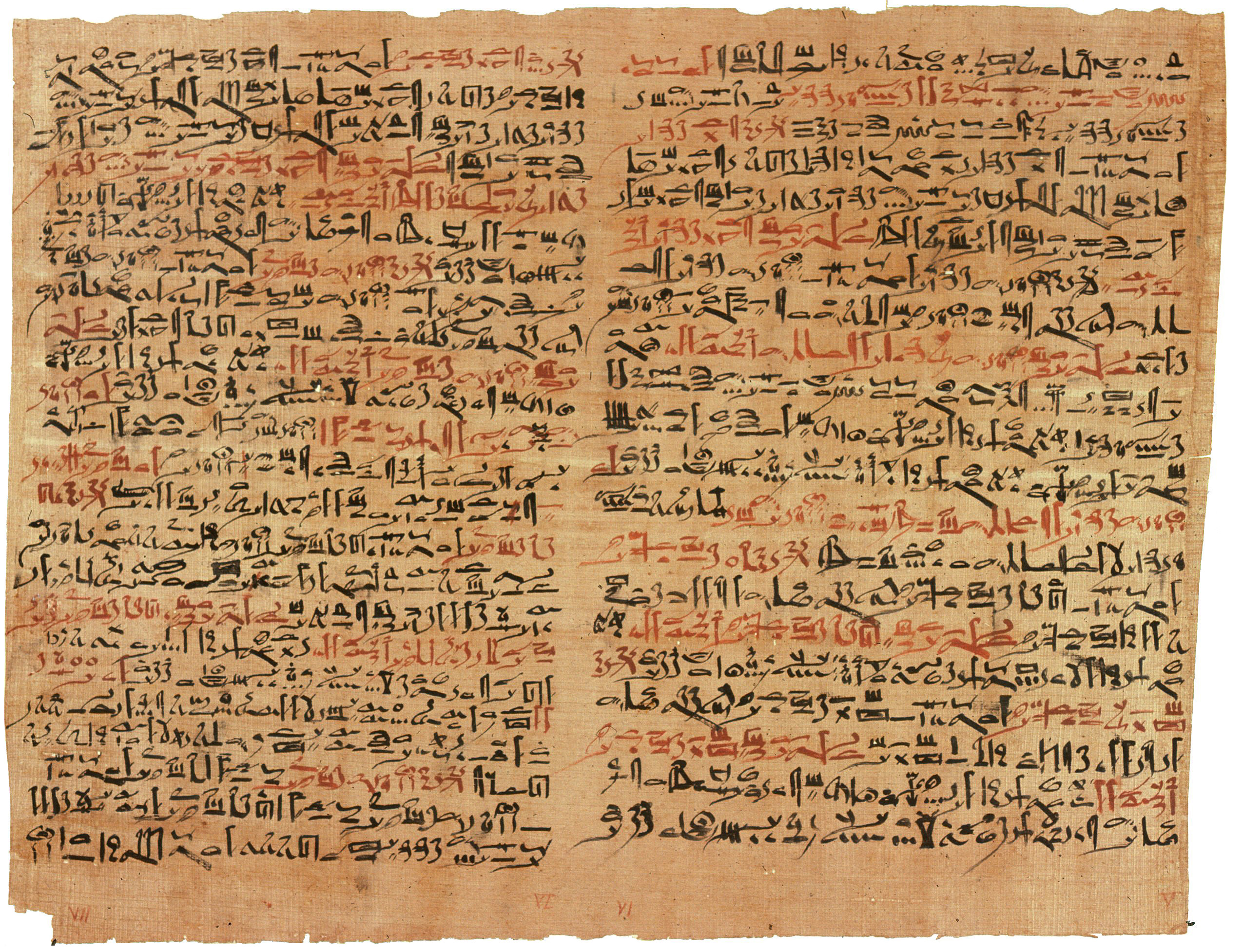
Papirusul Edwin Smith (cca. 1600 î.Hr.), ce include diagnosticul și tratamentul rănilor

Medicina în Egiptul Antic se referă la acele practici de vindecare din Egiptul Antic, cuprinse deci în perioada dintre anii 3300 î.Hr și 525 î.Hr.

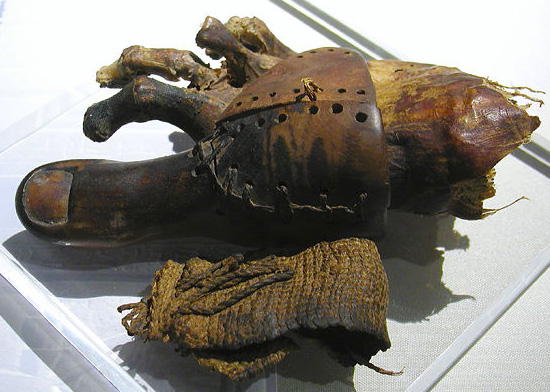
Proteză pentru un pacient căruia i-a fost amputat piciorul

## Izvoare istorice
- Scrierile literare ale antichității: Odiseea lui Homer
- Papirusurile medicale:
  - papirusul Edwin Smith (1600 î.Hr. și descoperit în 1930): are 5 metri lungime și descrie mai ales procedurile chirurgicale ale perioadei. Astfel, sunt menționate 48 de cazuri de răni ale capului, gâtului, umerilor, pieptului, fiecare caz fiind însoțit de descrieri amănunțite și urmat de prescripții. De asemenea sunt descrise fracturile, ceea ce dovedește o bogată experiență, accidentele de muncă fiind numeroase în acea epocă (cum ar fi cele din timpul construcției piramidelor).
  - papirusul Ebers (din perioada faraonului Den - prima dinastie, 3000 î.Hr. și descoperit în 1875): o rolă gigantică, lată de 30 cm. și având o lungime de 20 metri. Aici sunt tratate problemele medicinei interne, precum și maladii ale ochiului, pielii, extremităților și cazuri de ginecologie și chirurgie. Mai apar și 877 rețete și 400 de medicamente.
  - papirusul de la Kahun (descoperit în 1898)
  - papirusul Brugsch sau de la Berlin (1909)
- relatările istoricilor Herodot, Diodor din Sicilia

## Concepții și teorii
Se credea că omul se naște perfect sănatos, iar boala ar apărea datorită unei cauze externe. Astfel, în cazul rănilor sau al problemelor legate de viermi intestinali, cauza este vizibilă, deci și tratamentul era rațional. Dar în cazurile ce interesau microbiologia, având în vedere nivelul slab al cunoștințelor de profil, bolile interne erau atribuite unor forțe, obscure, divine și deci necesitau mai întâi proceduri magice și apoi tratament. Cu alte cuvinte, în acea epocă nu era o delimitare clară între religie și ceea ce astăzi numim medicină.
Respirația era considerată actul vital: suflul vieții ar pătrunde prin urechea dreaptă, iar suflul morții prin cea stângă. Deci medicii egipteni erau pneumatiști. Cu toate acestea, cunoștințele despre plămâni erau slabe. Se considera că la respirație participă și inima, iar din aceste două organe, aerul s-ar răspândi în tot organismul. Ficatul era socotit rezervorul de sânge al organismului.
Deși practicau îmbălsămarea și mumifierea cadavrelor, cunoștințele de anatomie ale medicilor erau slabe și aceasta pentru simplul motiv că de cadavre nu se ocupau medicii, ci anumiți meșteșugari. De altfel, pentru mumificare nu practicau disecția. Cu ajutorul unor cârlige, creierul era scos pe nas. Alți meșteșugari extrăgeau organele interne din abdomen și le aruncau în Nil.
Autorul papirusului Smith avea ceva cunoștințe în domeniul sistemului circulator, deși nu făcea distincție între vase de sânge, tendoane și nervi.

## Magicul și religia

Horus,
gardian al sănătății

În cadrul mitologiei egiptene, putem enumera câțiva reputați vindecători:
- Thot: "atotștiutorul", care deținând toate tainele, le cunoștea și pe acelea ale vindecării. Vindeca în special bolile de ochi. Mai târziu, a devenit Hermes Trismegistul la greci.
- Osiris: cel care învinge moartea
- Isis: zeiță-vrăjitoare despre care se spunea că învie morții
- Amon: nu numai zeul-soare, ci și al fecundității și fertilității
- Sekhmet: zeiță ocrotitoare a femeilor suferinde
- Seth: personaj malefic, răspândea bolile epidemice.

Un personaj real, care a avut onoarea de a fi zeificat, este Imhotep, arhitectul regelui Zoser (Djeser), ajuns apoi ministru și medic regal. Se pare că a fost unul dintre primele (cronologic vorbind) genii ale lumii.
La templele închinate lui Imhotep veneau bolnavi cărora el le apărea noaptea în vis, la fel cum ulterior avea să se întâmple la templele lui Asclepios din Grecia Antică.

## Medici și alți tămăduitori
Asemeni multor altor meșteșuguri, practica medicala se transmitea din tată în fiu. Completarea învățăturii, perfecționarea se realiza într-una din "Casele vieții", întemeiate, conform legendei, chiar de Imhotep. Acestea vor deveni marile centre medicale de mai târziu.
Medicii egipteni erau strict specializați, printre domenii enumerându-se: stomatologie, obstetrică, specialități care dovedesc gradul de dezvoltare a civilizației egiptene.
După ce învăța meșteșugul vindecării, medicul putea căpăta și o funcție. După cum relata Diodor din Sicilia, existau medici militari care însoțeau expedițiile și caravanele de călători. Cei mai buni tămăduitori erau luați în serviciul curții faraonului. Exista astfel o întreagă ierarhie medicală.

## Practici

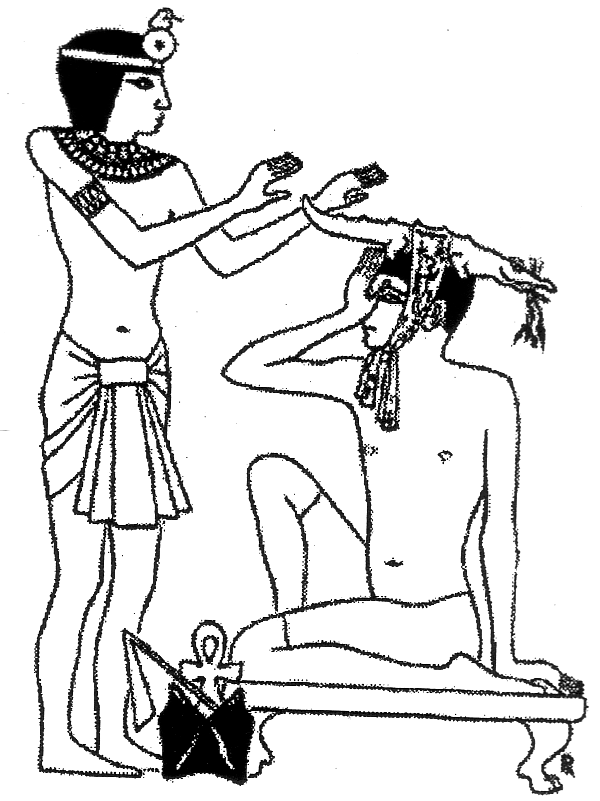
Vindecarea unei migrene

Medicamentele folosite de egipteni proveneau toate din cuprinsul propriei țări. De altfel Homer preciza:
"Rodnicul pământ al Egiptului este cel mai bogat în leacuri."
Se foloseau: uleiurile, aluaturile, curmalele, ceapa, usturoiul, sămânța de in, mărarul, smirna, opiul, precum și diverse minerale, săruri de plumb, antimoniu, cupru. Dintre produsele animale se întrebuințau carnea, creierul, sângele. Leacurile se administrau în lapte, vin, bere sau fierturi. Se preparau pilule cu ajutorul mierii, se făceau supozitoare. Purgativele, laxativele, vomitivele erau variate. Medicul era cel ce pregătea medicamentele.
Bolile de plămâni erau combătute cu smântână, miere amestecată cu chimen, lapte cu roșcove. Făceau inhalații absorbind, cu o trestie, vaporii unei fierturi în care amestecau curmale, rășină, smirnă.
Contra limbricilor și teniei, medicii egipteni recomandau băuturi cu miere si ulei. Pentru bolile tubului digestiv se recomanda repausul și se administrau sâmburi de curmale și plante macerate. Sămânța de ricin, bine mestecată, după care se bea bere, era un laxativ obișnuit.
Bolile urinare, cum ar fi incontinența sau hematuria, se tratau cu băuturi din fructe, dar și cu pomezi ca uz extern.

## Sistemul sanitar
Serviciile medicale ale Egiptului Antic semăna în esență cu cel actual: sistemul îngrijirilor medicale constituia un serviciu public ce era gratuit (accesibil tuturor), general (pentru toate clasele sociale), național (disponibil în toate colțurile țării), disponibil în orice moment.

## Importanța
Medicina egipteană s-a cristalizat în decurs de milenii, prin numeroase observații și studii. În dezvoltarea generală a culturii antice de pe valea Nilului, medicina a deținut un loc de frunte și a deschis largi perspective medicinei grecești, acea care avea sa domine în Europa până în secolul al XVIII-lea.